# اسماعیل آذر
امیراسماعیل آذر (متولد ۱۸ آذر ۱۳۲۳، اصفهان) استاد ادبیات فارسی و مدیر گروه زبان و ادبیات فارسی دانشگاه آزاد اسلامی واحد علوم و تحقیقات تهران و مدیرعامل مؤسسه فرهنگی هنری فرهنگیان است. او در تلویزیون نیز به عنوان مجری و کارشناس برنامه‌های ادبی از جمله برنامه «به تماشا سوگند و به آغاز کلام» (مشاعره) فعالیت می‌کند.
او همچنین عضو کمیسیون هنر شورای عالی انقلاب فرهنگی، مدیر گروه‌های ادبیات فارسی سازمان فرهنگی اکو، عضو کمیته نامگذاری ثبت احوال، عضو کمیسیون‌های علمی نهاد کتابخانه‌های عمومی کشور و عضو هیئت مدیره انجمن ادبیات تطبیقی است.

## زندگی
وی در ۱۸ آذر ۱۳۲۳ در شهر اصفهان متولد شد. مادر وی نخستین مدیر دبیرستان دخترانه اصفهان بود و زبان فرانسه را خوب می‌دانست و پدرش نیز کارمند دولت بود. تحصیلات ابتدایی و متوسطه را در دبستان و دبیرستان هاتف اصفهان گذراند و سپس در یکی از رشته‌های پزشکی به نام پرتودرمانی در دانشگاه اصفهان مشغول تحصیل شد ولی به‌دلیل عدم علاقه ترک تحصیل کرده و به تهران می‌آید. از چهارده سالگی به‌طور زیاد عاشق موسیقی شد و به هنرستان موسیقی در تهران رفت و سال‌ها نوازنده ارکستر گل‌ها بود. مدتی نیز به عنوان استاد موسیقی تدریس کرد ولی بنا بر وصیت مادرش موسیقی را وسیله امرار معاش خود نکرد و آن را به عنوان یک هنر در زندگی در نظر گرفت. در سال ۸۰ قطعاتی به همراه استاد جلیل شهناز هم‌نوازی کرد. سپس در رشته زبان انگلیسی تحصیل کرد. اشعار حافظ وی را به سمت ادبیات جذب کرد و تصمیم گرفت تحصیلات دانشگاهی این رشته را ادامه دهد. وی موفق به دریافت کارشناسی ارشد ادبیات تطبیقی شد و سپس نیز دکتری زبان و ادبیات فارسی گرفت؛ و در سن سی سالگی ازدواج کرد و یک فرزند به نام امیرحسین دارد.

## آثار
- نظریه‌های پسااستعماری با نگرش به «غرب زدگی» جلال آل احمد. دکتر اسماعیل آذر، به اهتمام شراره ابرهیم، تهران: ارشد سپاهان۱۳۹۴
- «تاریخ هزار ساله شعر پارسی دربارهٔ امام رضا (ع)»
- «شاهکارهای ادبی جهان»، فرانک مگیل، امیراسماعیل آذر (مترجم)
- «سعدی‌شناسی»
- «خورشید خراسان: تاریخ و جامع شعر حضرت امام رضا (ع)» امیراسماعیل آذر تهران: پلک
- نسیمی از بخارا: گزیده اشعار رودکی، شاه منصور شاه میرزا (مترجم)، نسترن نصرت زادگان (مترجم)، حجت‌الله ایوبی (مقدمه)، امیر اسماعیل آذر (زیرنظر)، تهران: سخن
- جان جهان، مجموعه سروده‌های شاعران معاصر در منقبت امام عاشقان، امیراسماعیل آذر، جعفر سید (مترجم)، تهران: آشنایی
- ادبیات ایران در ادبیات جهان، امیراسماعیل آذر، آزیتا جمشیدنژاد اول (ویراستار)، تهران: سخن
- میراث عشق، جامع شعر عاشورا با مقدمه مفصل پیرامون در شعر دینی، امیر اسماعیل آذر، تهران: پیک علوم
- شکوه عشق: تاریخ و شعر عاشورا، امیراسماعیل آذر، تهران: سخن
- عبرتگاه تاریخ: سرگذشتهای خواندنی و عبرت آموز تاریخ ایران، امیراسماعیل آذر، تهران: سخن
- «تأثیر حافظ بر ادبیات غرب»
- «دانشنامه نوروز»
- کتاب مشاعره

## دیدگاه‌ها

### حمایت از ابراهیم رئیسی
وی در شامگاه ۲۵ فروردین در ضیافت افطار ابراهیم رئیسی رئیس‌جمهوری اسلامی ایران شرکت و از وی تمجید نمود. وی در سخنانی گفت، اشراف رئیسی بر مسائل هنری بالاست.

### استعمار از طریق لباس و موسیقی
وی در اختتامیه کنگره شعر عفاف و حجاب گفت که، انسان در روزگار پسامدرن از خود فاصله گرفته و استعمارگران در شرایط فعلی از طریق لباس، موسیقی و دیگر مظاهر فرهنگی کشورهای دیگر را استعمار می‌کنند.

### روایت از تفقد رهبری نسبت به برنامه مشاعره
وی از تفقد رهبری نسبت به برنامه ای که او مجری آن بود خبر داد. آذر در ادامه گفت فضای دیدار با رهبری به قدری شیرین بود که اگر بارها در آن حضور داشته باشد باز هم دلش می‌خواهد در آن شرکت کند.

### حمایت از ولایتی در ریاست دانشگاه آزاد
وی دربارهٔ تغییرات مدیریتی که در دانشگاه آزاد اتفاق افتاده است این چنین گفت که، چراغ امید در دانشگاه آزاد با ورود دکتر ولایتی روشن شده است.